# Penc, Pesta
Penc  este un sat în districtul Vác, județul Pesta, Ungaria, având o populație de 1.477 de locuitori (2011). 

## Demografie
Componența etnică a satului Penc
     Maghiari (98,77%)
     Alții (1,23%)
Componența confesională a satului Penc
     Romano-catolici (44,01%)
     Luterani (16,72%)
     Fără religie (5,42%)
     Reformați (2,03%)
     Necunoscută (30,67%)
     Alte religii (5,35%)
Conform recensământului din 2011, satul Penc avea 1.477 de locuitori. Din punct de vedere etnic, majoritatea locuitorilor (98,77%) erau maghiari. Nu există o religie majoritară, locuitorii fiind romano-catolici (44,01%), luterani (16,72%), persoane fără religie (5,42%) și reformați (2,03%). Pentru 30,67% din locuitori nu este cunoscută apartenența confesională.